# Velika volnarica
Velika volnarica ali velika čmrljevka (znanstveno ime Bombylius major) je posnemovalska vrsta muh, ki je razširjena po Evropi, Severni Ameriki in Aziji, kjer leta od aprila do junija. Samica izleže jajčeca na vhodu v podzemne rove, v katerih imajo svoja gnezda samotarske divje čebele in ose. Ličinke volnaric se nato hranijo z ličinkami teh žuželk.

## Opis
Odrasle živali merijo v dolžino med 14 in 18 mm in imajo močno poraščen trup, ki spominja na čmrlja. Po večini telesa so svetlo rjave, le ob straneh oprsja in zadka je bela lisa. Preko kril merijo okoli 24 mm, posebej vpadljivo pa je iztegnjeno sesalo, ki je dolgo 10 mm. Na prednjem delu kril imajo značilno temno liso, dolge noge pa žuželki med letom opletajo okoli trupa. Za veliko volnarico je značilno, da med hranjenjem s cvetnim nektarjem lebdi v zraku, zaradi česar jih ljudje pogosto zamenjujejo s trepetavkami.